# Polícia Nacional do Panamá
A Polícia Nacional do Panamá é uma corporação policial de natureza civil, subordinada ao Ministério da Segurança Pública, órgão encarregado de manter e garantir a ordem pública em nível nacional.
Foi legalmente instituída em 1997, pela Lei nº 18, de 3 de junho. Junto com o "Serviço Aeronaval", o "Serviço Nacional de Fronteiras" e o "Serviço de Proteção Institucional" , integra a Força Pública do país.

## Histórico
Em 1904, o governo ditatorial do General Esteban Huertas López cria uma polícia desarmada. Em 1935, ela sofre uma reestruturação, por iniciativa do  coronel Manuel Pino, que  lhe confere o estatuto legal de Polícia Nacional.
A Lei nº 44, de 28 de dezembro de 1953, transforma a Polícia Nacional em Guarda Nacional, modernizando-a e enviando oficiais para especializarem-se no exterior. 
Em 11 de outubro de 1968 a Guarda Nacional participa de um golpe de estado contra o governo do presidente  Arnulfo Arias Madrid, com o qual se inicia um ciclo de governos ditatoriais que vai encerrar-se com Manuel Noriega.
Após a  invasão militar  norte-americana de 1989, o novo governo panamenho organizou a Força Pública, sendo o primeiro chefe de polícia o coronel Robert Armijo. Regulamentada pelo Decreto do Executivo nº 38, de 10 de fevereiro de 1990, passa a integra-la a Polícia Nacional.
A corporação foi definitivamente estruturada em 1997, pela Lei nº 18, de 3 de junho, subordinando-a ao executivo nacional. Decreto presidencial de 1999 estabelece que o seu Diretor-Geral deve ser um civil nomeado pelo presidente da República.

## Estrutura Orgânica

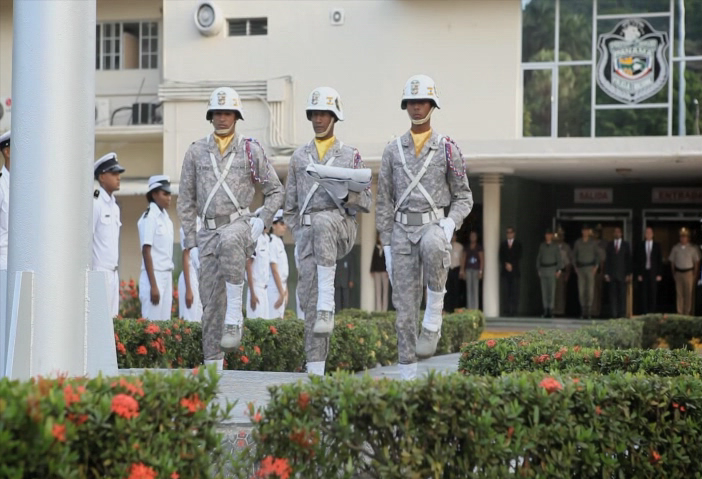
Cerimônia de hasteamento da bandeira nacional, na sede da Polícia Nacional, pela unidade policial de segurança de instalações

### Direção Geral
Consiste no mais alto escalão de direção da instituição. Compõe-na o Diretor-Geral, o Subdiretor-geral e as assessorias. Estão a ela subordinadas as direções e os departamentos.
Adjuntos à Direção-Geral estão a Secretaria Geral, o Departamento de Telemática, a Auditoria Interna, os Assuntos Internos, a Assessoria Jurídica, o Cerimonial, a Inspetoria Geral, a Junta Disciplinar e a Assessoria de Comunicação Social.

### Direções
Integram a Polícia Nacional em nível de diretoria:  Polícia Judiciária, Informação Policial, Recursos Humanos, Ensino, Serviços Gerais, Operações (policiamento motorizado, polícia de turismo, trânsito, proteção à criança e à adolescência, crimes de gênero e violência doméstica, segurança penitenciária, unidade com cães etc) Serviços Policiais Especializados (operações policiais especiais, controle de distúrbios, operações fluviais e costeiras)

### Zonas policiais

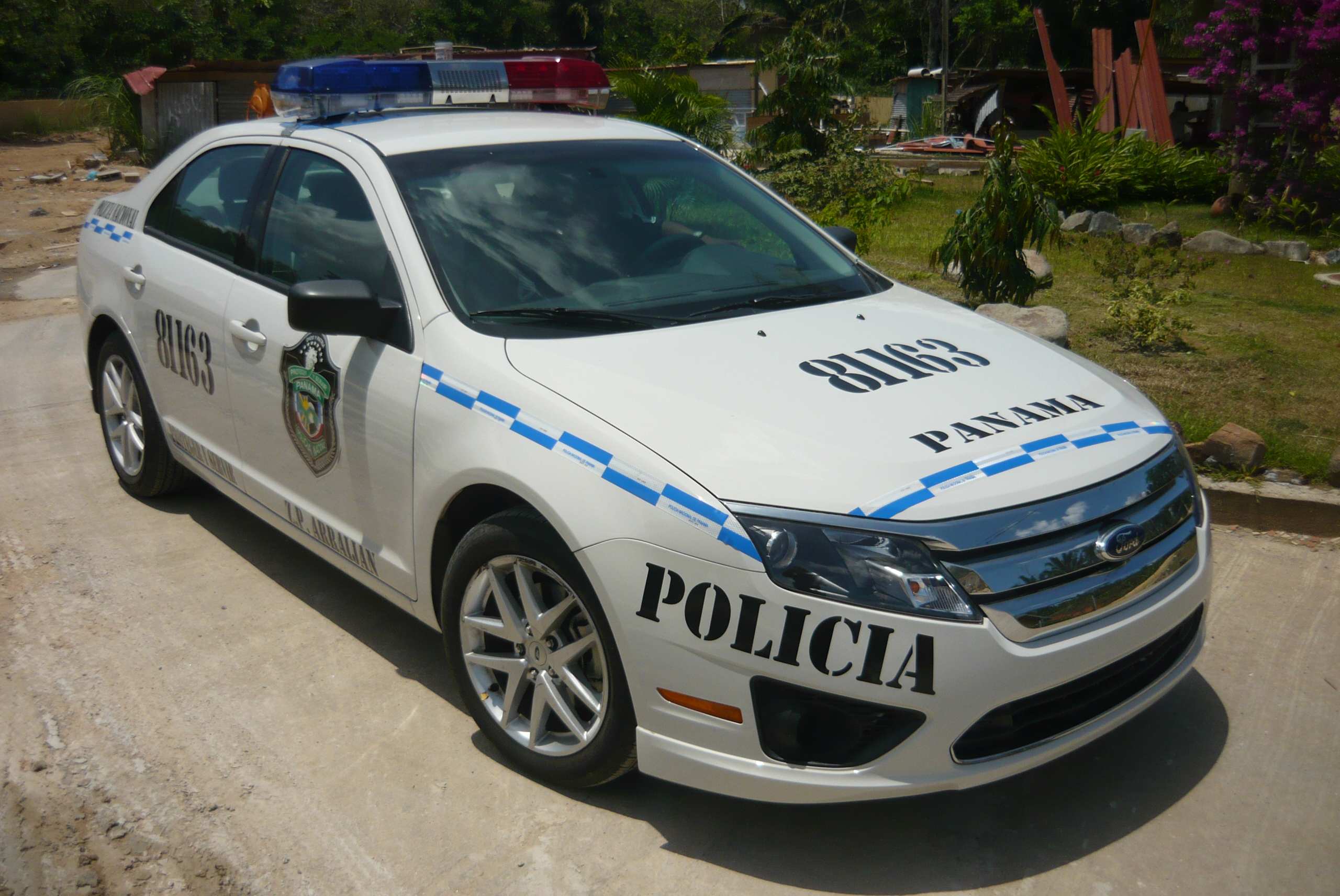
Veículo policial tipo sedan

- Metropolitana
- Zona do Canal do Panamá
- Zona de Polícia de Arraiján
- Zona de Polícia de Bocas del Toro
- Zona de Polícia de Chiriquí
- Zona de Polícia de Coclé
- Zona de Polícia de Colón
- Zona de Polícia de Herrera
- Zona de Polícia de Los Santos
- Zona de Polícia de Panamá Este
- Zona de Polícia de Panamá Oeste
- Zona de Polícia de San Miguelito
- Zona de Polícia de Veraguas

## Armamento
A arma regulamentar do policial da  Polícia Nacional do Panamá varia entre graduados e  agentes,  e superiores. Os agentes e graduados utilizam revólveres calibre 38, enquanto os oficiais pistólas automáticas de calibre 9 mm.
O armamento de apoio consiste do fuzil M16, M16A2, M16A3; calibre: 5,56×45 mm OTAN, de  escopetas cal. 12" e  submetralhadoras SAF, cal. 9 mm.

## Graduação hierárquica
Oficiais
Oficiais superiores
- delegado
- sub-delegado
- major

Oficiais subalternos
- capitão
- tenente
- subtenente

Graduados
- primeiro sargento
- segundo sargento
- primeiro cabo (rango)
- segundo cabo

Agentes
- agente

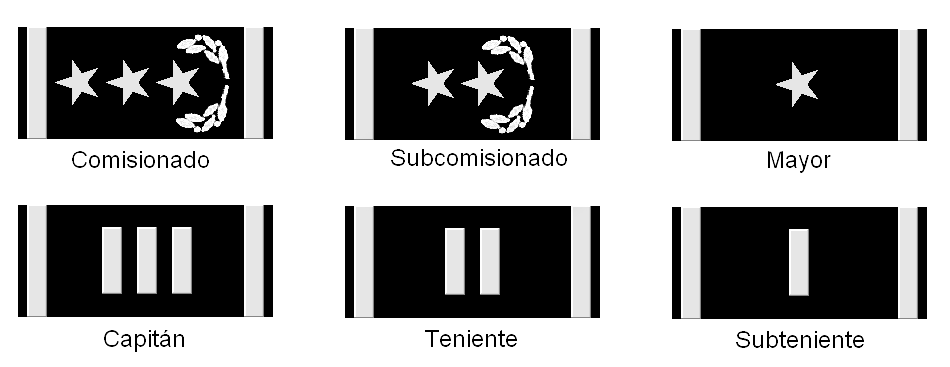
Graduações - oficialidade

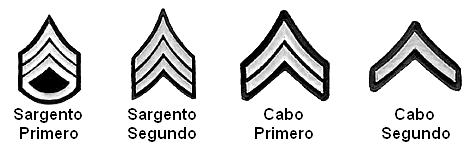
Graduações - graduados

- agente em estágio probatório (A.P.S.)

## Ação policial
A Polícia Nacional, além de ser preventiva, trabalha para reprimir a delinquência comum e as quadrilhas envolvidas com o narcotráfico, lavagem de dinheiro, tráfico de armas dentre outros crimes.
Exerce a vigilância comunitária em áreas residenciais e comerciais buscando a integração pacífica com a população das quais recebe informações sobre os seus principais problemas de segurança pública.
.

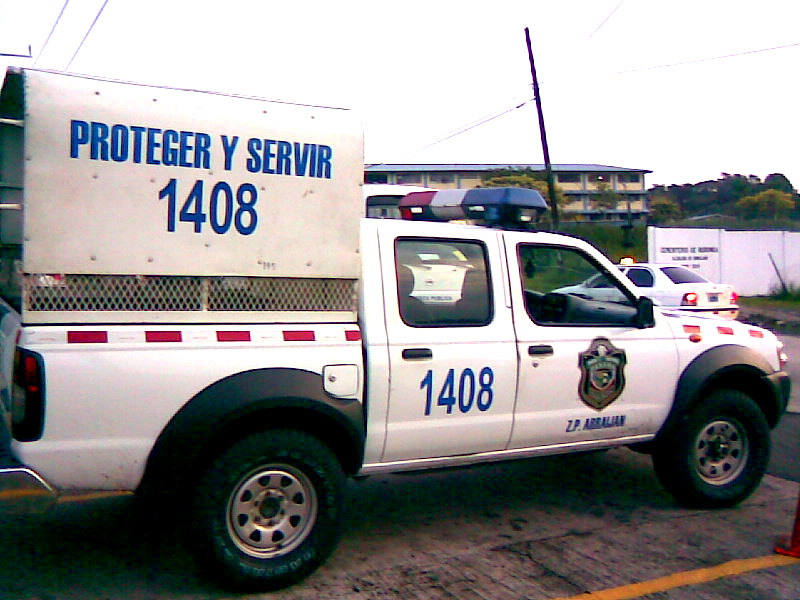
Veículo policial tipo pick-up
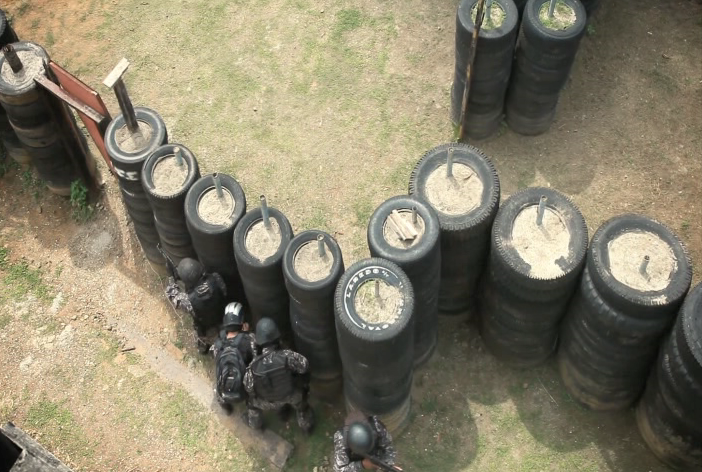
Unidade de Forças Especiais (U.F.E.) em treinamento
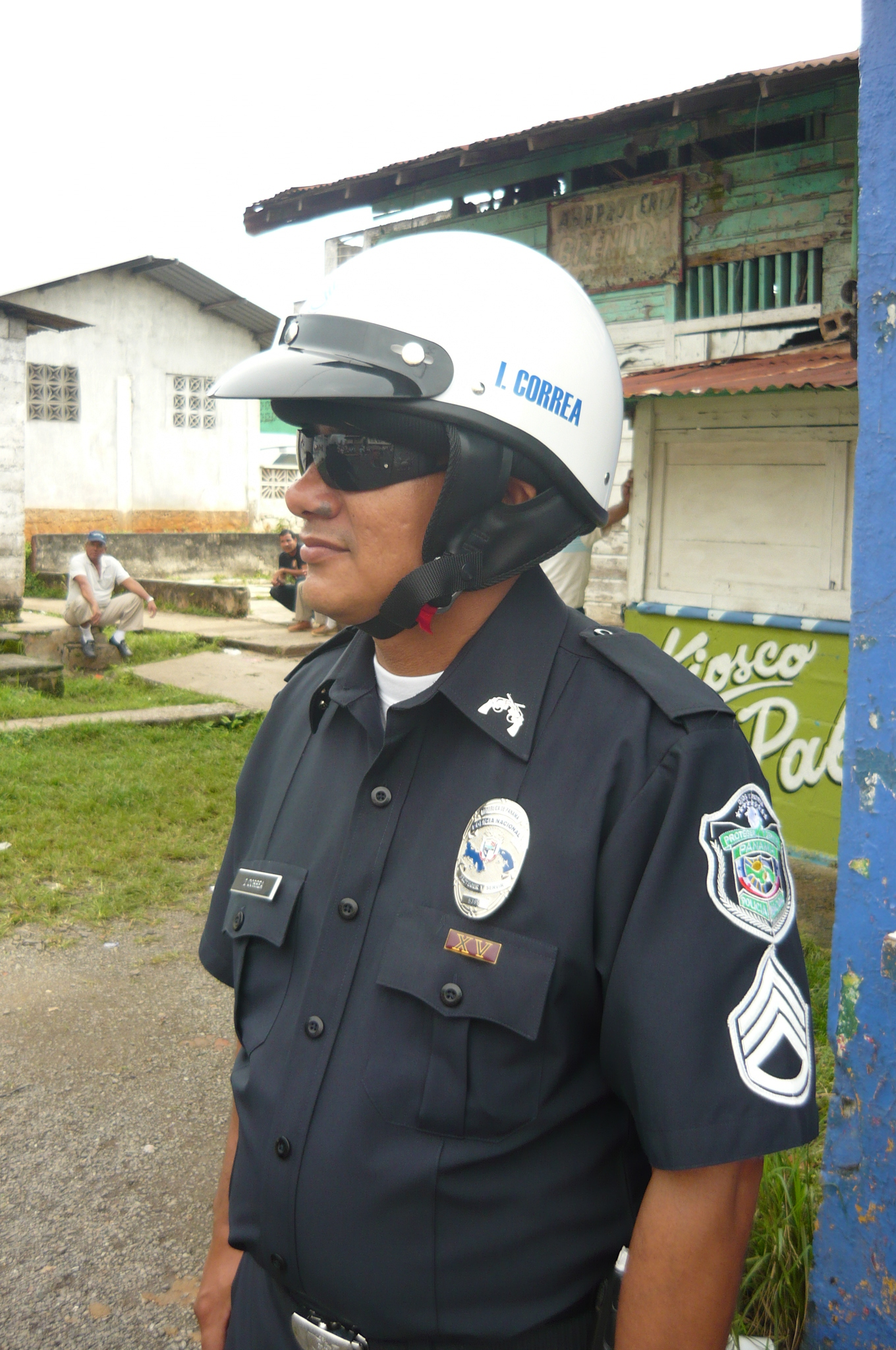
Membro da polícia comunitária
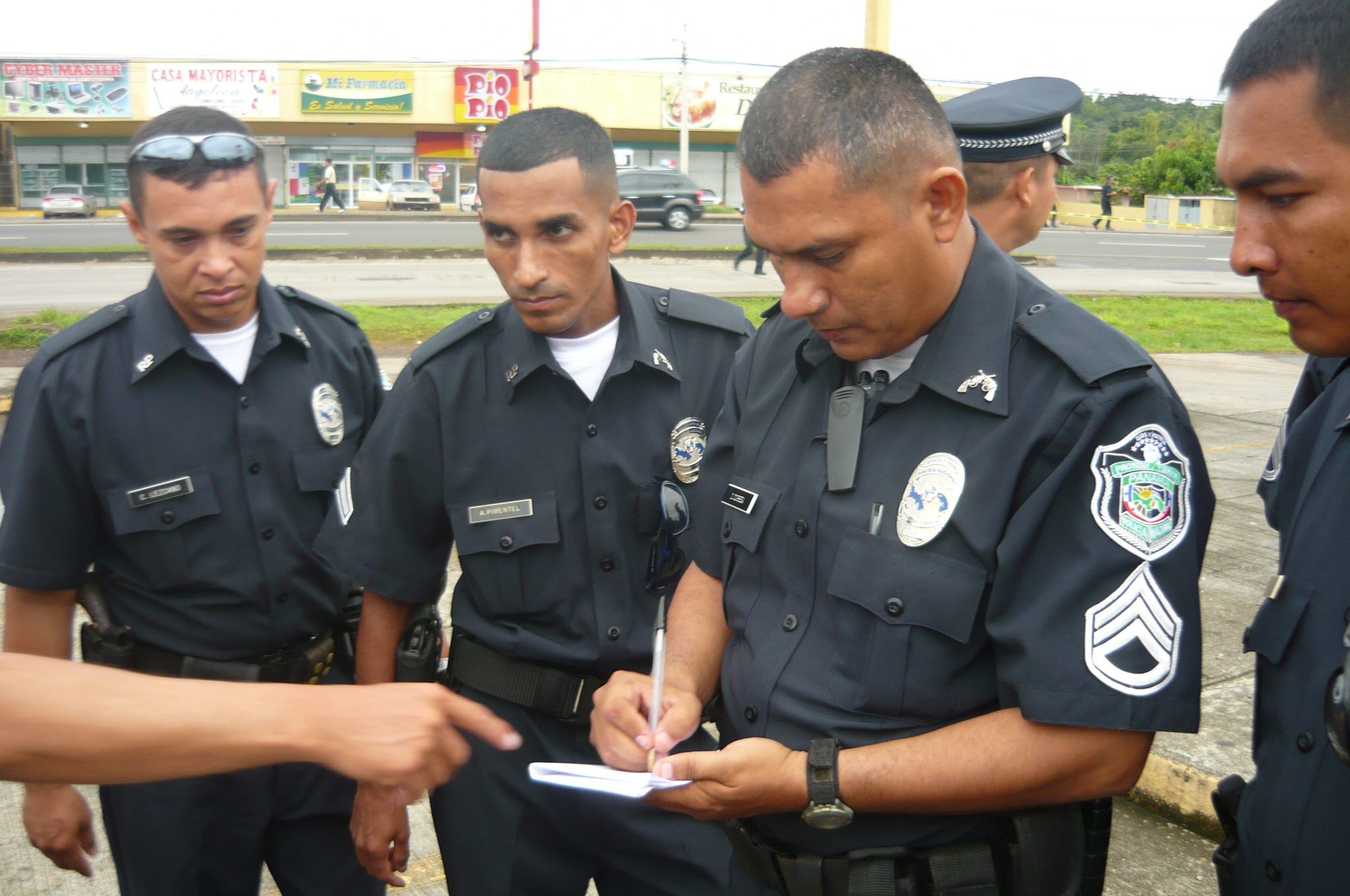
Sargento da Polícia Nacional do Panamá dando instruções